# Susanna Eger

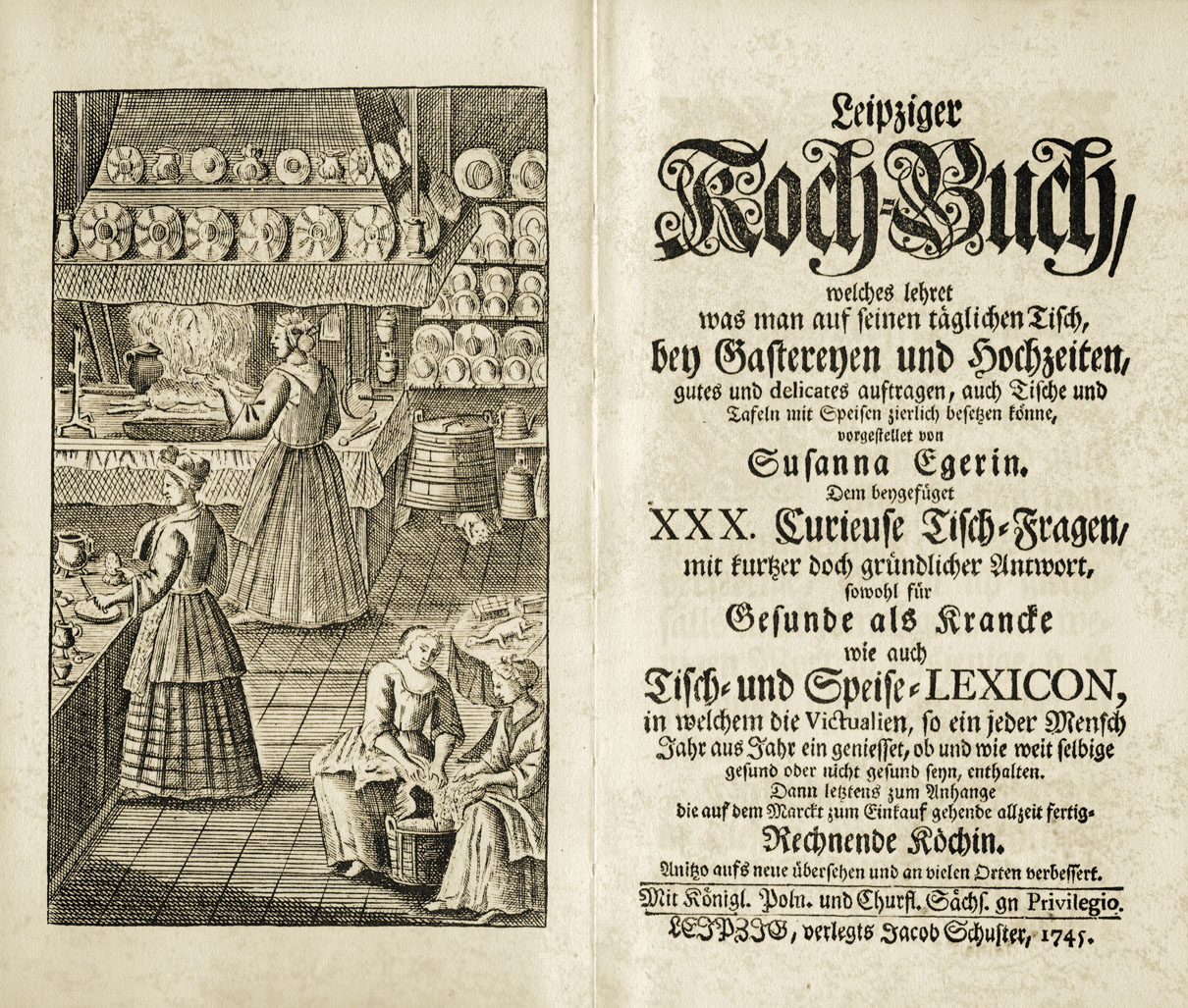
Susanna Eger: Leipziger Koch-Buch, Jacob Schuster, Leipzig 1745 (Titelblatt und Frontispiz)

Susanna Eger, auch als Egerin oder Susanna Egerin bekannt (* April 1640 in Leipzig; † 1713 ebenda), war eine deutsche Köchin und Verfasserin des Leipziger Kochbuchs.

## Leben und Wirken
Susanna Eger wurde als Tochter von Johanna Maria Eger, geborene Lorentz (1613–1648), und Carl Günther Born (1608–1665) geboren, ihr Vater war ein ursprünglich aus Stollberg stammender Kaufmann und Kramermeister. Ihr Geburtsdatum ist nicht bekannt, getauft wurde sie am 5. April 1640. Sie blieb dem Kaufmannsstand zeitlebens verbunden. Am 17. September 1657 heiratete sie den Handelsmann Johann Jacob Eger, der aus Lindau am Bodensee stammte und sich in Leipzig niederließ. Aus dieser Ehe gingen vier Kinder hervor.
Sie wurde früh Witwe, der Tod ihres Mannes zwang die alleinerziehende Mutter zum Verdienst des Lebensunterhaltes. Sie wurde Existenzgründerin, kochte für Leipziger Bürgerhäuser und entwickelte sich zu einer bekannten Berufsköchin, damals unter der Bezeichnung Kochfrau oder Kochweib bekannt. Ein ausgeprägter Repräsentationssinn, besonders Fremden gegenüber, stand dem ansonsten sparsamen Familienleben von Susanna Eger gegenüber, die in der Reichsstraße wohnte. Ihre Leipziger Barockküche gestaltete sich von einfachen preiswerten Speisen bis hin zu ausgeklügelten und aufwendigen Rezepten, die aber immer zugleich die Wirtschaftlichkeit in der Küche beachteten. 
1706 erschien erstmals das Leipziger Kochbuch von Susanna Eger bei Friedrich Groschuff, Leipzig, in dem sie ihr Wissen um die sächsische Küche (rund 900 Rezepte) aufschrieb. Dabei achtete sie auf eine allgemeinverständliche Sprache, um ein möglich breites Publikum anzusprechen, wobei als Adressaten vornehmlich Hausfrauen vorgesehen waren. Ein besonderes Merkmal am Kochbuch ist, dass sie zahlreiche verwendete Begriffe aus der sächsischen Mundart verwendete. Eger trat 1706 noch unter dem Kürzel „S. E.“ auf. Ab der zweiten Auflage aus dem Jahr 1712 war ihr kompletter Name auf dem Titelblatt zu finden. Hier wurde auch das Kochbuch, welches in der Erstauflage eine reine Rezeptsammlung war, umfassend erweitert. In einem ersten Anhang wurden 30 ernährungswissenschaftliche Fragen allgemeinverständlich nach Erkenntnissen von Johann Sigismund Elsholtz beantwortet. Der zweite Anhang bestand aus einem Lexikon, in dem zahlreiche Lebensmittel und Gewürze beschrieben wurden. Der anschließende Teil Die allzeitfertig-Rechnende Köchin mit zahl- und hilfreichen Tabellen zum Einmaleins, Umrechnen von Maßen, Gewichten und Münzen war für den täglichen Gebrauch z. B. für Einkäufe auf dem Markt gedacht. Im abschließenden Küchen-Inventarium waren die Gerätschaften aufgeführt, die in eine gut geführte Bürgerküche des 18. Jahrhunderts gehören sollten. Kupferstiche (Frontispiz mit einer Küchenszene, u. a. Tafelanordnungen) ergänzten in späteren Auflagen das Kochbuch. Eine für die damalige Zeit bemerkenswerte Innovation und Besonderheit des Kochbuches sind die zahlreichen Mengenangaben in den Rezepturen. Vom Kochbuch erschienen im 18. Jahrhundert in Leipzig mindestens fünf Auflagen (1706, 1712, 1717, 1732 und 1745, ab der vierten Auflage 1732 bei Jacob Schuster), dazu ab 1983 in einem Schuber mehrere kommentierte Nachdrucke der Ausgabe von 1745 beim Verlag Edition Leipzig.
1715 nahm Gottlieb Siegmund Corvinus Susanna Eger als „in der Koch-Kunst wohlerfahrnes und geschicktes Weib“ in sein Frauenzimmer-Lexicon auf, 21 Jahre nach ihrem Tod erhielt sie als eine von wenigen Frauen aus dem Bürgertum einen eigenen Eintrag in Johann Heinrich Zedlers Grossem vollständiges Universal-Lexicon Aller Wissenschafften und Künste. Dort wird Eger ähnlich wie bei Corvinus beschrieben mit dem Zusatz, dass ihr Leipziger Kochbuch „so viel Beyfall gefunden“ hätte.
Die auch überregionale Bedeutung des Leipziger Kochbuchs von Susanna Eger zeigt die Tatsache, dass es zeitnah ins Schwedische übersetzt wurde und 1733 und 1737 in zwei Auflagen in Stockholm erschien. En Nödig Och Nyttig Hus-Hålds- och Kok-Bok (dt.: Ein notwendiges und nützliches Haushalts- und Kochbuch) ist damit eines der ältesten nachweisbaren gedruckten Kochbücher Schwedens.
1774 veröffentlichte Johann Christian Wolf das Neue Leipziger Koch-Buch, welches sich sowohl im Titel als auch im inhaltlichen Aufbau an Egers Werk anlehnte und ebenfalls in mehreren Auflagen erschien.

## Ehrungen
Seit 1997 vergibt der Internationale Kochkunstverein Leipzig zu Leipzig 1884 e. V. (IKL) unter der Schirmherrschaft der Stadt Leipzig im Rahmen eines Kochwettbewerbs jährlich den Susanna-Eger-Pokal an auszubildende Köche.
Der Name der historischen Person Susanna Eger wurde 2005 durch Beschluss der Stadtverordnetenversammlung der Stadt Leipzig an das ehemalige Berufliche Schulzentrum 10 der Stadt Leipzig verliehen. Zur Susanna-Eger-Schule gehört mit der Hotelfachschule Leipzig die zweitälteste Hotelfachschule Deutschlands, in der seit 1955 Betriebswirte für Hotel- und Gaststättengewerbe fortgebildet werden.

## Schriften bzw. nachweisbare Ausgaben des Kochbuchs
- Leipziger Koch-Buch, worinnen zu sehen/ was man so wohl auff seinen Täglichen Tisch/ als auch bey Gastereyen und Hochzeiten Gutes und Delicates aufftragen kan/ deutlich und ordentlich vorgestellet von S. E. Groschuff, Leipzig 1706 (online).
- Leipziger Koch-Buch, worinnen zu sehen/ was man so wohl auf seinen Täglichen Tisch/ als auch bey Gastereyen und Hochzeiten/ gutes und delicates aufftragen/ auch Tische und Tafeln mit Speisen zierlich besetzen kan/ vorgestellet von Susanna Egerin. welchem anietzo noch beygefüget XXX. Curioese Tisch-Fragen/ mit kurtzer doch gündlicher Antwort/ so wohl für Gesunde als Krancke/ wie auch Tisch- und Speise-Lexicon, in welchem die Victualien/ so ein jeder Mensch Jahr für Jahr ein genisset/ ob und wie weit selbige gesund oder nicht gesund seyn/ enthalten. Dann letztens zum Anhange die auf den Marckt zum Einkauff gehende allzeit fertig- Rechnende Köchin. Groschuff, Leipzig 1712 (online).
- Leipziger Koch-Buch, worinnen zu sehen, was man so wohl auf seinen Täglichen Tisch, als auch bey Gastereyen und Hochzeiten, gutes und delicates auftragen [...] kan. Groschuff, Leipzig 1717[15].
- Leipziger Koch-Buch, worinnen zu sehen, was man so wohl auf seinem Täglichen Tisch, als auch bey Gastereyen und Hochzeiten, gutes und delicates auftragen [...] kan, [...] welchem _ zu noch beygefüget XXX. Curieuse Tisch-Fragen, [...] wie auch Tisch- und speise-lexicon, [...] : Dann letztens ... die Rechnende Köchin. Anitzo aufs nun übersehen und an vielen Orten verbessert [...]. Schuster, Leipzig 1732.[16]
- En Nödig Och Nyttig Hus-Hålds- och Kok-Bok/ Handlande så wäl om åtskilliga Rätters och Bakwärcks tilredande, som ock om åtskillig slags Fruchts insyltande och förwahrande. Jämte ett Bihang/ Som lärer huru man allahanda slags Win och Watn tilreda och bränna skal: Med mera som Registret närmare wid handen gifwer. Thet Ehrbara Fruentimbret til god hielp och anledning wid åtskilliga i Hus-Hållet förefallande tilfällen. Horrn, Stockholm 1733.[17]
- En Nödig Och Nyttig Hus-Hålds- och Kok-Bok/ Handlande Om åtskilliga Rätters och Bakwärcks tilredande. Om åtskillig slags Fruchts insyltande och Förwahrande. Om åtskilliga slags Winers Tilredande. Om åtskilliga Brännewiners samt Watns Brännande. Med mera som Registret vtwisar. Thet Ehrbara Fruentimret til god hielp och Anledning, wid åtskilliga i Hus-Hållet förefallande Tilfällen. Efter mångas åstundan, Andra gången vplagd, och med åtskilliga Curieusa Stycken förökt. 2. gången vplagd, förökt, Horrn, Stockholm 1737 (online).[18]
- Leipziger Koch-Buch, welches lehret was man auf seinen täglichen Tisch, bey Gastereyen und Hochzeiten, gutes und delicates auftragen, auch Tische und Tafeln mit Speisen zierlich besetzen könne, vorgestellet von Susanna Egerin. Dem beygefüget XXX. Curioese Tisch-Fragen, mit kurtzer doch gündlicher Antwort, so wohl für Gesunde als Krancke wie auch Tisch- und Speise-Lexicon, in welchem die Victualien, so ein jeder Mensch Jahr für Jahr ein geniesset, ob und wie weit selbige gesund oder nicht gesund seyn, enthalten. Dann letztens zum Anhange die auf den Marckt zum Einkauf gehende allzeit fertig- Rechnende Köchin. Anitzo aufs neue übersehen und an vielen Orten verbessert. Schuster, Leipzig 1745 (online).
- Leipziger Kochbuch von 1745, mit einem Nachwort von Manfred Lemmer. Edition Leipzig, Leipzig 1983, DNB 850672716.
- Leipziger Kochbuch von 1745 (= Bibliothek alter kulinarischer Werke), mit einem Nachwort von Manfred Lemmer. Edition Leipzig, Leipzig 1984, DNB 831034173.
- Leipziger Kochbuch von 1745 (= Bibliothek alter kulinarischer Werke), mit einem Nachwort von Manfred Lemmer. Edition Leipzig, Leipzig 1991, ISBN 978-3-361-00382-8.
- Leipziger Kochbuch von 1745, mit einem Nachwort von Manfred Lemmer. Edition Leipzig, Leipzig 2006, ISBN 978-3-361-00602-7.